# Shine On
Shine On je CD box set skupine Pink Floyd, ki je izšel leta 1992. Vsi albumi so digitalno remsterizirani.
Shine On Box set vsebuje 8 albumov:
- A Saucerful of Secrets
- Meddle
- The Dark Side of the Moon
- Wish You Were Here
- Animals
- The Wall (dvojni album)
- A Momentary Lapse of Reason
- The Early Singles (dodaten CD)

Box set vključuje tudi knjigo, v kateri je kronologija skupine Pink Floyd od vsega začetka (Sigma 6, The Architectural Abdabs, The Screaming Abdabs, The Abdabs, The Pink Floyd Sound, The Pink Floyd in Pink Floyd) do poznih osemdesetih.